# 那木都鲁氏
那木都鲁氏（穆麟德轉寫：Namdulu hala），又作纳穆都鲁氏、纳谋鲁氏等，为满族姓氏之一，位列京旗民间版本的满族八大姓，系出金代女真纳谋鲁氏。其氏源自地名那木都鲁路，位于今俄罗斯滨海边疆区双城子一带，为东海女真窝集部渔猎之地。明末清初之际，该氏各家族主要聚居于那木都鲁、绥芬、珲春三地，其余散居于长白山、瓦尔喀、哈达、倭济、倭赫等地，多为同族关系，他们相继归附努尔哈赤，并被编入八旗，其中以那木都鲁部长额驸康武理家族最为显赫，其子赖塔战功卓著，封一等褒绩公。此外，其同族绥芬部长明安图巴颜家族、世居珲春的本博科家族还另有共三个男爵的世职。民国以后，那木都鲁氏以那、南、傅、沈等为汉姓。

## 清代主要世家

### 康武里家族
正白旗康武理世居那木都鲁，本为当地部长，努尔哈赤创业初期率领族人部属归附，努尔哈赤将其女嫁给康武理，封额驸、三等子，所部被编为两个佐领，由康武理和其三弟喀克都理分别统领。其后，康武理位列十六大臣、历任户部尚书、护军统领等官职。康武里第四子赖塔从征锦州、山东等地，五次率先登城，此后转战山海关、河南、江南、福建、湖广、云南等地，赠一等男，历任平南将军、征南大将军等职，由其子费叶伦、孙博尔屯等先后袭爵。博尔屯承袭时因雍正帝追念赖塔旧功，特旨加封为一等褒绩公。此后，博尔屯因事革退，由其侄舒灵阿袭爵，官职散秩大臣、副都统。康武理第六子赖图库之孙杭奇任副都统，从征湖广等地立功，授云骑尉世职。此外，康武里长子洪科任前锋参领、次子色琥德任佐领、三子莽色任护军参领、五子昂阿安巴任前锋参领。康武里同族哲尔古之曾孙额色理任二等侍卫从征厄鲁特噶尔丹有功，授云骑尉世职，其子明绶袭职时因事革退。

### 明安图巴颜家族
镶红旗明安图巴颜为康武里同族，世居绥分，本为当地部长，早年率家族部属一千余众归附努尔哈赤，编两个佐领，由其子哈哈纳与绰和诺各统其一。哈哈纳从征乌喇、辽东、北京、昌平等地，位列十六大臣。绰和诺亦位列十六大臣，征辽东有功，授三等轻车都尉，于大凌河之役阵亡，赠一等轻车都尉，其兄翁格尼、侄福喀禅先后承袭，定鼎北京后遇恩诏加至一等男。福喀禅官至西安将军，征甘州、四川、湖广等处有功，授三等子，其孙富岱袭职时改为二等男世职。
正黄旗岳苏纳为明安图巴颜同族，其四世孙达理善于济南之役第三登城，授巴图鲁号、轻车都尉，后从征锦州、江西、云南等地，升为三等男，后卒于军赠一云骑尉，其孙留占袭爵时晋为二等男世职。玛林和硕为明安图巴颜同族，其元孙苏尔修从征乌喇有功，授骑都尉，其弟阿尔修袭职后从征济南加一云骑尉，后于黑龙江阵亡，赠三等轻车都尉世职，阿尔修之子阿库理、孙常绶、弟特什伦等先后承袭。玛林和硕之四世孙塔克图任领催，济南之役第二登城，授巴图鲁号、二等轻车都尉，后遇恩诏加至三等男，其从子雅尔泰袭职时改回二等轻车都尉世职。

### 本博科家族
正白旗本博科世居珲春，与康武里等同族，其四世孙珠玛喇授骑都尉，从征蒙古各地、北京、山东、黑龙江、锦州、山海关等地有功，又数遇恩诏加至一等男，官至副都统兼佐领，其侄满色承袭后因清军入藏之时立有劳绩加一云骑尉世职。
镶黄旗博周为本博科同族，其曾孙玛尔琥纳从征大凌河有功优授骑都尉，玛尔琥纳之子满洲承袭时遇恩诏加一云骑尉，满洲从曾孙托伦承袭时改回骑都尉世职。

### 其他
正白旗吉希勒世居长白山，与康武理等同族，其子喀尔图任员外郎，因监修奉先殿有功，授云骑尉世职，官至刑部尚书。
史籍中还记载了数支未注明与康武理等同族的那木都鲁氏世家。其中，世居那木都鲁的正白旗福察拉后裔因战功授云骑尉世职；世居绥芬的镶白旗阿尔松阿后裔因战功授云骑尉世职、正黄旗伊纳克授云骑尉，其子坤因战功晋为一等轻车都尉世职；世居珲春的镶红旗喀喇后裔因战功授骑都尉兼一云骑尉世职。此外，世居绥芬的正白旗爱党阿曾孙法喇历任都统、护军统领，参与平定三藩、准噶尔、西藏等战役。